# Club Atlético Brown
El Club Atlético Brown, más conocido como Brown de Adrogué, es un club de fútbol argentino, fundado el 3 de marzo de 1945 en Adrogué, Buenos Aires, Argentina, donde tiene su sede. Actualmente juega en la Primera B Metropolitana, tercera división del fútbol argentino

## Historia

### Orígenes
Uno de los primeros clubes surgidos en la ciudad fue el Club Adrogué, fundado en 1905 y afiliado a la Argentine Football Association desde ese año. Participó en la Tercera División hasta 1908, año en que compartió grupo con el Club Atlético Independiente. Tras aquel torneo el equipo se disolvió.

#### Club Atlético Adrogué
Una nueva institución surgió el 9 de julio de 1914, bajo el nombre de Club Atlético Espora, y participó desde 1915 en la Segunda División. En 1917 se renombró como Club Atlético Adrogué. En 1920, como consecuencia de la escisión del football en el año anterior, el equipo pasó a la División Intermedia. El rastro del club se perdió con el surgimiento del profesionalismo, cuando en 1931 ya no estuvo afiliado a la Asociación.

#### Club Atlético Nacional
Surgido el 1 de junio de 1916, desde 1919 Nacional comenzó a participar en el fútbol argentino, iniciando también en Segunda Division. Durante más de una década, protagonizó el derbi de la ciudad junto a Adrogué.
El hito de 1926 estuvo cerca de colocar a una institución de la localidad en Primera División, pero la unificación del fútbol lo privó de eso, ascendiendo a Primera B. Esto se conjugó años después con otro hecho trascendente que eclosionó en el ámbito futbolístico del país: el profesionalismo en 1931, año en que el club terminó alejándose del fútbol oficial tras el inevitable descenso. Esa afición nata por el deporte hizo que surgieran muchas otras instituciones con el mismo fin, pero lamentablemente, resultaron una ráfaga de inquietudes que no alcanzaron a lograr que el distrito de Almirante Brown apareciera en letra de molde en el panorama del fútbol superior. Tuvieron que pasar casi 20 años para que en los registros de la AFA volvieran a inscribir una entidad de Almirante Brown, y esto fue debido a una circunstancia fortuita, que el ánimo predispuesto de un grupo de amigos forzó la realización.

### Fundación de Brown
En José Mármol existían deseos de insistir con el fútbol, y algunos socios del club de pelota ”El Fogón”, en varias oportunidades formaron equipos que nunca actuaron con ese nombre por una cuestión estatuaria: el encasillamiento de fomentar la pelota a la paleta. Así las cosas, un 28 de febrero de 1945 se reunieron en el actual club ”El Fogón”: el Dr. Héctor J. Sánchez, Miguel de Leo, Julio Arin, Alfredo Terraza, Santiago Zicarelli y Carmelo Mancuso, quienes abordaron el tema sin tomar determinación precisa.
Al otro día, Sánchez y De Leo resolvieron volver sobre el asunto y hacer una invitación a quienes aún continuaban con la idea del fútbol mayor. El 2 de marzo, en horas de la noche, el Centro Comercial Plaza Espora, fue testigo de la presencia de 13 personas: Sánchez, de Leo, Zicarelli, Arin, Terraza, Pascual, Solari, Munios, Mársico, Álvarez, Zerbi, Moggia, Chirichela, Ghilarducci, quienes acordaron la fundación de una institución que recuperara la práctica del fútbol oficial, pero con vista a las posibilidades de que en un futuro no muy lejano fuera La casa del deporte del pueblo, un verdadero centro de actividades deportivas y una manifestación social de la más alta jerarquía democrática.
El 3 de marzo de 1945 a la una de la madrugada, se votó afirmativamente el proyecto de acta de fundación que expresa: En el Partido de Almirante Brown, siendo la primera hora del día 3 de marzo del año 1945 queda fundado el Club Atlético Brown, para que sea la casa del deporte del Partido y perpetúe nuestra honrosa tradición en el fútbol oficial. El Dr. Sánchez indicó en esa oportunidad los colores de la flamante constitución, que fueron aprobados. Los mismos son los actuales: sobre un fondo celeste, una ”V” formada por una doble franja de las cuales la superior fue color negra y la inferior, color rojo.

### Primera Comisión Directiva
En la asamblea del 9 de marzo fueron aprobados los colores distintivos, el nombre propuesto y elegida la primera Comisión Directiva (por aclamación), que quedó constituida de la siguiente manera: Presidente: Héctor J. Sánchez; Vicepresidente: Pascual S. Solari; Secretario: Ricardo E. Muñoz; Prosecretario: Antonio J. Peña; Secretario de Actas: Jorge A. Bruch; Tesorero: José M. Real Vega; Protesorero: Julio Aguilar; Vocales Titulares: Roque Mársico, Almando Tagliaferro, Nicolás Iribarren, Elías Japas, Antonio Riguero, Julio Arín y Argemiro Gullin; Vocales Suplentes: Hernando Herraiz, Eduardo Laulhé, Pedro Scabini; Comisión Revisora de cuentas: Juan M. Castellano, Horacio Moggia y Jose Tambornini. El 16 de marzo, a siete días de la asamblea constitutiva, se solicitó la afiliación a la Asociación del Fútbol Argentino, que concede la misma el 11 de abril siguiente. El 10 de abril de 1945 fueron aprobados los primeros estatutos del Club.

### La llegada a la AFA
Brown debutó en el torneo de Primera de Aficionados de la AFA en 1945 con una goleada 5-1 a Huracán de San Justo en Primera "C" y, al finalizar el mismo, ocupó el cuarto lugar.
El club, que nunca ha jugado en Primera División, alcanzó la que sería por mucho tiempo su posición más alta en la Primera B Metropolitana en la temporada 1999-00 terminando en el primer lugar en el torneo, pero no pudo ascender a Primera B Nacional ya que fue derrotado en el playoff para el ascenso.

### El ascenso a la B Nacional
En junio de 2013 Brown le ganó la serie de playoffs a Almagro en la final, a través de penales. Por lo tanto, el equipo ascendió a la Primera B Nacional por primera vez en la historia del club. El equipo comenzó su derrotero en la Primera B Nacional de manera histórica: en condición de visitante derrotó a Independiente, que había descendido por primera vez en su historia en la temporada anterior. El triunfo fue por 2 a 1. Sin embargo, y pese a que llegó con chances de salvarse hasta las últimas jornadas, el equipo de Adrogué perdió sus últimos tres partidos y acabó regresando a la Primera B Metropolitana.
Tras un segundo semestre de 2014 sabático, el equipo dirigido por Pablo Vicó realizó una campaña extraordinaria en el Campeonato de Primera B 2015, peleando el campeonato hasta la última fecha contra Estudiantes de Caseros y Defensores de Belgrano. La última jornada fue para el infarto: Brown reunía 78 unidades, al igual que Defensores, mientras el equipo de Caseros tenía 79 puntos. Estudiantes y Defensores de Belgrano debían medirse entre sí en la cancha de este último, mientras Brown enfrentaba como visitante al Deportivo Morón. El ascenso directo parecía imposible pero se dio: el puntero y Defensores igualaron 0-0, y, con un gol de Juan García en el tercer minuto de descuento, Brown logró la victoria por 2-1 y consiguió el regreso a la B Nacional así como su primer campeonato en la categoría.
En 2018, durante dieciseisavos de final de la Copa Argentina 2017-18, logra dejar fuera de la competencia al Club Atlético Independiente.

## Colores
Los colores del club son un homenaje a dos instituciones de prestigio que militaron en el fútbol grande argentino en el primer cuarto del siglo XX y por donde pasaron figuras señeras del balompié de aquella época. Por eso merecen sendos recuadros: el celeste pleno que es la base de la casaca tricolor, está inspirada en el que ostentara el Club Atlético Adrogué en su esplendor futbolístico local. Desde aquel entonces ”mucha agua corrió bajo los puentes”, pero el reconocimiento es un símbolo perdurable. Los pioneros de Brown tuvieron la inteligencia del recuerdo y plasmaron así, la nostalgia en rojo y negro, colores pertenecientes al Club Nacional.
Tiempos de gloria los que le tocó vivir al Club Nacional (hoy 9 de Julio) y sus camisetas, listadas en rojo y negro, pasearon su señorío por los principales escenarios futboleros. La rivalidad de barrio con Adrogué se dirimía en la cancha, pero el correr de los días los unió en una bandera, reivindicatoria de gestas memorables: el Tricolor.

## Estadio
La institución inició sus actividades futbolísticas en la cancha del Club Nacional (ahora 9 de Julio) ubicado en las calles Ramírez y Drummond, cuyo último presidente, Ramón Rodríguez, y los directivos de la entidad sucesora y de las sociedades de socorros mutuos, legatarias del predio, dieron su anuencia para que Brown pudiera intervenir en los torneos oficiales obteniendo así a préstamo el citado campo de juego.
Años más tarde, en 1947, el estadio Lorenzo Arandilla fue inaugurado y pasó a ser la casa del club, siendo su estadio en la actualidad. Se encuentra ubicado en las calles Cerretti e Illia de la localidad de Adrogué y tiene capacidad para 7000 personas.
En 2003 fue construida la nueva tribuna visitante del estadio por lo cual se agrandó en su totalidad.  En el predio del estadio hay un gimnasio para los jugadores del plantel de primera, y cuenta con un amplio y moderno buffet para los hinchas en los días de partido con TV  por cable. También hay canchas de tenis, un local de indumentaria deportiva y  dos canchas en donde juegan las divisiones inferiores. También posee un estacionamiento para los autos en días de partido.

### Sede
La sede social se encuentra ubicada en la calle Bartolomé Cerreti 868, y actualmente fue remodelada en su totalidad. Posee un gimnasio totalmente moderno con un spa, una cancha de fútbol 5 techada y otra descubierta, quincho y pileta de natación climatizada, cancha de futsal, un salón de fiestas para eventos y en el ingreso el local "Yo Tricolor" de merchandising con ropa y accesorios del club.

## Hinchada
La hinchada se Brown se denomina como "Los Pibes del Barrio", también hay fracciones como "La Barra de Calzada" y "La Loma". Más allá de Adrogué El Trico también tiene influencias en barrios como Rafael Calzada, José Mármol, El Bajo Mármol, Barrio La Loma de Calzada, Burzaco, Longchamps, Glew, Loma Verde. 

## Clásico y rivalidades

### Clásico Brown de Adrogué-Tristán Suárez
- Presione aquí para ver la historia del Clásico Adrogué -Suárez.

 Otra vez fue suspendido el partido entre Brown de Adrogué y Tristán Suárez. La falta de seguridad, sobre todo para los encuentros de alto riesgo.
Por ese motivo sufrió otra postergación el clásico sureño que ayer debían jugar, en cancha de Temperley, Brown de Adrogué y Tristán Suárez. Diario Clarín, 10 de enero 1997.
El clásico rival de Brown (Adrogué) es Tristán Suárez con el que disputa el también nombrado Clásico Sureño, un duelo del futbol de ascenso en Argentina que se remonta a los primeros cruces de ambos equipos hace 49 años, dado que en 1976 disputaron la zona permanencia de la Primera C,  originando la rivalidad entre sus aficionados. En la temporada de Primera C 1988-89 se agravó la enemistad y el antagonismo, cuando nuevamente volvieron a luchar la permanencia de categoría. Debido a los reiterados incidentes éste enfrentamiento es considerado de "alto riesgo".
Las instituciones están localizadas en la Zona Sur del Gran Buenos Aires donde las ciudades de cada equipo Tristán Suárez y Adrogué se ubican en la cercanía de 18 km. Las parcialidades sostienen una muy fuerte rivalidad, que derivó a través de las décadas en varios incidentes y polémicas, donde cada clásico es disputado fuertemente.
 Brown de Adrogué le ganó el clásico a Tristán Suárez por 1 a 0, en el adelanto de la cuarta fecha de la segunda fase de la B. Diario Popular, 25 de marzo 2006.

Cuentan con amplio historial dado que los equipos se enfrentaron hasta en tres categorías del ascenso con frecuencia desde el 15 de mayo de 1976. En esa oportunidad el Tricolor de Adrogué venció 3-2 en Ezeiza. En el torneo de Primera B 2005/06 fueron designados como pareja para los interzonales, en esas tres fechas de clásicos hubo un triunfo por bando y un empate.
Cada Clásico es vivido pasionalmente por las parcialidades de ambos equipos donde sobresalen el colorido y los cánticos desafiantes por viejas rencillas que se dedican mutuamente sus aficionados.
 Gran marco en el “Lorenzo Arandilla”. El sector “Gaston Grecco” sumamente colmado, alentó siempre y a su rival le dedicaron: "Si vos sos de Suárez me tenes que decir porque tenes miedo y a Adrogué no venis."Extracto, Revista Ascenso

La banda de Suárez, como siempre, copó la cabecera. Comenzaron con su repertorio habitual: "Adrogué, Adrogué / allá en tu cancha nos mandaste en cana / la policía siempre fue tu hinchada" Extracto, Revista Ascenso.

### Rivalidades
Sostiene una rivalidad, aunque en menor medida, con otro club del distrito, San Martín de Burzaco. Sus aficionados también rivalizan con otras instituciones de la zona sur del Gran Buenos Aires.

## Uniforme
- Uniforme titular: Camiseta celeste con vivos rojos y negros, pantalón negro y medias celestes.
- Uniforme suplente: Camiseta blanca con franja vertical celeste, negra y roja, pantalón blanco y medias blancas.
- Uniforme alternativo: Camiseta roja, pantalón rojo y medias rojas.

| Titular | Suplente | Alternativa |  |

### Uniformes históricos
| Titular 2023 | Alternat. 2023 | Tercera 2023 | Titular 2022 | Alternat. 2022 | Tercera 2022 | Titular 2021 | Alternat. 2021 |  |

| Tercera 2021 | Titular 19/20 | Alternat. 19/20 | Titular 2019 | Alternat. 2019 | Titular 17/18 | Alternat. 17/18 | Titular 16/17 |  |

| Alternat. 16/17 | Titular 2016 | Alternat. 2016 | Tercera 2016 | Titular 14/15 | Alternat. 14/15 | Tercera 2015 | Especial 2015 |  |

| Titular 13/14 | Alternat. 13/14 | Tercera 13/14 | Especial 13/14 | Titular 12/13 | Alternat. 12/13 | Tercera 12/13 | Especial 2013 |  |

| Titular 11/12 | Alternat. 11/12 | Tercera 11/12 | Titular 10/11 | Alternat. 10/11 | Tercera 10/11 | Titular 09/10 | Alternat. 09/10 |  |

### Indumentaria y patrocinador
| Período       | Proveedor       | Patrocinador/es                   | Patrocinador/es secundario/s       |
| ------------- | --------------- | --------------------------------- | ---------------------------------- |
| 1980-1981     | Adidas          | Ninguno                           | Ninguno                            |
| 1981-1982     | Adidas          | Lácteos Tressol                   | Ninguno                            |
| 1983-1987     | Texport         | Ninguno                           | Ninguno                            |
| 1987-1988     | Texport         | Zoko´s                            | Ninguno                            |
| 1988-1990     | Team Foot       | Zoko´s                            | Ninguno                            |
| 1990-1991     | Bukta           | Texaco                            | Ninguno                            |
| 1991-1992     | ED              | Cañete Hermanos                   | Ninguno                            |
| 1992-1993     | ED              | Riosma                            | Ninguno                            |
| 1993-1994     | Nanque          | Redín e Hijos Seguros             | Ninguno                            |
| 1994-1996     | Sportlandia     | Sportlandia                       | Ninguno                            |
| 1996-1997     | Taiyo           | Ninguno                           | Ninguno                            |
| 1997-2000     | Vars            | Aglolam                           | Ninguno                            |
| 2000-2001     | Vars            | Centro del Deporte                | Ninguno                            |
| 2001-2002     | Vars            | Ticket Prom$                      | Ninguno                            |
| 2002-2003     | Don Balón       | Líderes                           | Ninguno                            |
| 2003-2004     | Don Balón       | Tarjeta Única                     | Ninguno                            |
| 2004-2005     | Don Balón       | Monviso                           | Ninguno                            |
| 2005-2006     | Sport 2000      | Bingo Adrogué                     | Ninguno                            |
| 2006-2007     | Sport 2000      | Bingo Adrogué                     | Zíngaro Viajes                     |
| 2007-2008     | Ohcan           | Bingo Adrogué                     | Ninguno                            |
| 2008-2009     | Ohcan           | Bingo Adrogué                     | La Casa del Audio / Chevallier     |
| 2009-2011     | Dana            | Bingo Adrogué                     | Adroguebús                         |
| 2011-2012     | Dana            | Bingo Adrogué                     | RapiPago / Adroguebús / Sinteplast |
| 2012-2013     | Dana            | Bingo Adrogué                     | Adroguebús / Sami Salud            |
| 2013-2014     | Dana            | Parque Industrial Almirante Brown | Sami Salud                         |
| 2014-2015     | Dana            | Bingo Adrogué                     | Sami Salud                         |
| 2016-2021     | Il Ossso Sports | Bingo Adrogué                     | Secco                              |
| 2021-2022     | Il Ossso Sports | Bingo Adrogué                     | Sauber Argentina                   |
| 2022          | Il Ossso Sports | Sauber Argentina                  | América Broad Call                 |
| 2023          | Il Ossso Sports | Sur Finanzas                      | América Broad Call                 |
| 2024          | Il Ossso Sports | Savo Rudolf                       | Ninguno                            |
| 2025-Presente | Fanáticos       | Savo Rudolf                       | Ninguno                            |

## Jugadores

### Plantel 2025
- Actualizado el 20 de febrero de 2025

- Los equipos argentinos están limitados a tener un cupo máximo de seis jugadores extranjeros, aunque solo cinco podrán firmar la planilla del partido

#### Altas
| Verano               |                |                            |                      |
| Emanuel Duba         | Guardameta     | Lamadrid                   | Regresa del préstamo |
| Sebastián Giovini    | Guardameta     | Brown de Puerto Madryn     | Libre                |
| Franco Melo          | Guardameta     | Deportivo Camioneros       | Regresa del préstamo |
| Braian Guerrero Ruiz | Defensa        | Tristán Suárez             | Libre                |
| Leandro Lugarzo      | Defensa        | Deportivo Camioneros       | Libre                |
| Agustín Minnicelli   | Defensa        | Comunicaciones             | Libre                |
| Mariano Pieres       | Defensa        | Juventud Unida de San Luis | Libre                |
| Ayrton Sánchez       | Defensa        | Quilmes                    | Regresa del préstamo |
| Gonzalo Vivas        | Defensa        | Sportivo Italiano          | Libre                |
| Alexis Castaño       | Centrocampista | Dock Sud                   | Regresa del préstamo |
| Fernando Enrique     | Centrocampista | Talleres (RdE)             | Libre                |
| Luciano González     | Centrocampista | Boston River               | Libre                |
| Brahian Guayquinao   | Centrocampista | All Boys                   | Libre                |
| Matías Nizzo         | Centrocampista | Defensores Unidos          | Libre                |
| Santiago Rodríguez   | Centrocampista | All Boys                   | Libre                |
| Lucas Campana        | Delantero      | Cobán Imperial             | Libre                |
| Jonathan Cañete      | Delantero      | Atlanta                    | Libre                |
| Nicolás Meaurio      | Delantero      | Racing                     | Libre                |
| Juan Mendoza         | Delantero      | Almagro                    | Regresa del préstamo |
| Agustín Turnes       | Delantero      | Barracas Central           | Libre                |
| Invierno             |                |                            |                      |
| -                    | -              | -                          | -                    |

#### Bajas
| Verano            |                |                           |                       |
| Rafael Martell    | Guardameta     | Miami FC                  | Fin de contrato       |
| Gonzalo Rehak     | Guardameta     | Deportivo Maipú           | Fin del préstamo      |
| Nicolás Arrechea  | Defensa        | Comunicaciones            | Fin de contrato       |
| Gonzalo Gamarra   | Defensa        | Floriana FC               | Fin del préstamo      |
| Máximo Heredia    | Defensa        | Lanús                     | Fin del préstamo      |
| Abel Masuero      | Defensa        | Estudiantes de San Luis   | Fin de contrato       |
| Gonzalo Desio     | Centrocampista | ADT                       | Fin de contrato       |
| Nahuel Pereyra    | Centrocampista | Alvarado de Mar del Plata | Fin de contrato       |
| Rafael Sangiovani | Centrocampista | Zamora                    | Fin de contrato       |
| Tomás Sives       | Centrocampista | Defensa y Justicia        | Fin del préstamo      |
| Franco Benítez    | Delantero      | Argentinos Juniors        | Fin del préstamo      |
| Leonel Buter      | Delantero      | Gimnasia y Tiro de Salta  | Rescisión de contrato |
| Francisco Nouet   | Delantero      | Tristán Suárez            | Rescisión de contrato |
| Matías Nouet      | Delantero      | Deportivo Madryn          | Rescisión de contrato |
| Invierno          |                |                           |                       |
| -                 | -              | -                         | -                     |

#### Cesiones
| Jugador               | Posición       | Destino           | Fin del préstamo |
| --------------------- | -------------- | ----------------- | ---------------- |
| Brandon Obregón       | Centrocampista | Chaco For Ever    | 31-12-2024       |
| Juan Ignacio Pacchini | Centrocampista | Ciudad de Bolívar | 31-12-2024       |
| Lucio Castillo        | Delantero      | Colegiales        | 31-12-2025       |
| Máximo Guzmán         | Delantero      | Dock Sud          | 31-12-2024       |

## Entrenadores
- Juan Mario Testone logró los ascensos a Primera "C" en 1980, 1987/87, 1990/91.
- Daniel Raimundo logró el ascenso a la Primera "B" en 1996/97.
- Vicente Cristófano logró el campeonato de Primera "B" en 1999/2000.
- Pablo Vicó logró dos ascensos a la Primera B Nacional en las temporadas 2012/13 y 2015, además, es el entrenador más longevo en la historia del club y de la historia del fútbol argentino, superando a Victorio Spinetto, y completó en el año 2022 un total de trece años y más de 500 partidos con el tricolor.[24] [25] Dirigió al club hasta mayo de 2024.[26]

| Temporada | Técnico                                                        |
| --------- | -------------------------------------------------------------- |
| 1996/97   | Daniel Raimundo                                                |
| 1997/98   | Daniel Raimundo/Vicente Cristófano                             |
| 1998/99   | Daniel Raimundo                                                |
| 1999/00   | Vicente Cristófano                                             |
| 2000/01   | E. López/Juan Carlos Vairo/Vicente Cristófano                  |
| 2001/02   | Vicente Cristófano/Daniel Raimundo                             |
| 2002/03   | Claudio Jara/Vicente Cristófano                                |
| 2003/04   | Vicente Cristófano/Borgarelli/Sicher/Omar Santorelli           |
| 2004/05   | Omar Santorelli/Vicente Stagliano/Pablo Vicó/Marcelo Franchini |
| 2005/06   | Marcelo Franchini/Oscar Martinez/Pablo Vicó/Miguel Lemme       |
| 2006/07   | Daniel Raimundo                                                |
| 2007/08   | Daniel Raimundo/Juan Carlos Kopriva                            |
| 2008/09   | Juan Carlos Kopriva/Pablo Vicó                                 |
| 2009-2024 | Pablo Vicó                                                     |

## Datos del club

### Trayectoria
Actualizado hasta la temporada 2025 inclusive. Total de temporadas en AFA: 83.
 Aclaración: Las temporadas no siempre son equivalentes a los años. Se registran cuatro temporadas cortas: 1986, 2014, 2016 y 2020.

- Temporadas en Primera División: Ninguna
- Temporadas en Segunda División: 11
  - en Primera Nacional: 11 (2013/14 y 2016-2024)
- Temporadas en Tercera División: 49
  - en Primera B Metropolitana: 19 (1997/98-2012/13, 2014-2015 y 2025-)
  - en Primera C: 30 (1945-1949, 1951, 1953-1962, 1964-1976, 1981)
- Temporadas en Cuarta División: 20
  - en Primera C: 8 (1987/88-1988/89, 1991/92-1996/97)
  - en Primera D: 12 (1950, 1952, 1963, 1977-1980, 1982-1986)
- Temporadas en Quinta División: 3
  - en Primera D: 3 (1986/87, 1989/90-1990/91)

##### Total
- Temporadas en Segunda División: 11

- Temporadas en Tercera División: 48

- Temporadas en Cuarta División: 20

- Temporadas en Quinta División: 3

## Palmarés

### Campeonatos nacionales
| Temporada              | Campeón (2) | Subcampeón (4)       |
| ---------------------- | ----------- | -------------------- |
| Tercera División (1/0) | 2015.       |                      |
| Cuarta División (1/3)  | 1980.       | 1950, 1979, 1996/97. |
| Quinta División (0/1)  |             | 1986/87.             |

### Otros logros
- Ascensos a Primera C por Torneo Reducido (3): 1952, 1986/87, 1990/91
- Ascenso a Primera C por reestructuración (1): 1963
- Ascenso a Primera B (1): 1996/97
- Ascenso a Primera B Nacional por Torneo Reducido (1): 2012/13

### Goleadas
En Primera B Nacional
- 4-0 a Instituto de Córdoba en 2016
- 4-1 a Talleres de Córdoba en 2013

En Primera B
- 7-2 a Cambaceres en 2003
- 6-2 a Ituzaingó en 2002
- 5-0 a Los Andes en 2012

En Primera C
- 10-1 a J. J. Urquiza en 1972
- 6-0 a San Martín de Burzaco en 1996
- 5-0 a Central Ballester en 1996

En Primera D
- 11-0 a Atlético Lugano en 1979
- 7-0 a San Martín de Burzaco en 1979
- 7-0 a Juventud Unida en 1990